# Krzysztof Budziński
Krzysztof Budziński (ur. 2 czerwca 1963) – instruktor Związku Harcerstwa Polskiego, harcmistrz. Członek Rady Naczelnej ZHP w latach 1997–2005, zastępca naczelnika ZHP w 2007–2017.
W przeszłości drużynowy 47 Drużyny Harcerskiej im. J. Dąbrowskiego w Pabianicach. Studiował prawo na Uniwersytecie Łódzkim, gdzie działał w Studenckim Kręgu Instruktorskim „Impuls”, studiów jednak nie ukończył. Był instruktorem namiestnictwa zuchowego i namiestnikiem starszoharcerskim Hufca ZHP Pabianice. W latach 1992–2007 komendant Hufca ZHP Pabianice, w 1998–2002 członek Komendy Chorągwi Łódzkiej, następnie zastępca komendanta i w 2006–2007 skarbnik tej chorągwi. W latach 1997–2005 członek Rady Naczelnej ZHP, w której jako członek komisji ekonomicznej współtworzył „Program ekonomiczny ZHP”.
Komendant XII Polowej Zbiórki Harcerstwa Starszego w Małczu (1994), Jubileuszowego Zlotu Stulecia Harcerstwa „Kraków 2010” i Wyprawy „Uniamo le generazioni / Łączymy pokolenia” na 70. rocznicę Bitwy o Monte Cassino (2014).
Od 2007 zastępca naczelnika ZHP odpowiedzialny za współpracę z władzami naczelnymi związku, nadzorowanie przedsięwzięć Głównej Kwatery ZHP i wydarzeń ogólnozwiązkowych, współpracę z instytucjami zewnętrznymi, samorządem terytorialnym, władzami państwowymi, organizacjami harcerskimi i pozarządowymi, kościołami i związkami wyznaniowymi, zarządzanie kryzysowe oraz Muzeum Harcerstwa.
Organizator rajdów górskich, wypraw instruktorskich i zimowych kursów podharcmistrzowskich, twórca Letniej Akademii Przybocznych i Drużynowych Hufca ZHP Pabianice. Współorganizator corocznej kwesty na odnowienie zabytkowych nagrobków na pabianickich cmentarzach. W 2017 kandydował na naczelnika ZHP.
Żonaty, ma syna. 

## Odznaczenia
- Krzyż Oficerski Orderu Odrodzenia Polski (9 grudnia 2021)[3]
- Krzyż Kawalerski Orderu Odrodzenia Polski (28 lipca  2015)[4]
- Złoty Krzyż Zasługi (3 grudnia 2013)[5]
- Srebrny Krzyż Zasługi (2 grudnia 2009)[6]
- Brązowy Krzyż Zasługi (16 maja 2001)[7]